# إيزابيلا هولاند
إيزابيلا هولاند (بالإنجليزية: Isabella Holland)‏ مواليد 2 يناير 1992 في بريزبان، هي لاعبة كرة مضرب أسترالية بدأت مسيرتها كمحترفة سنة 2006 تلعب باليد اليمنى وتحتل حالياً المرتبة رقم. 504 (18 أغسطس 2014) في تصنيف رابطة محترفات كرة المضرب. أعلى تصنيف لها في الفردي كان المركز الـ 179 في سنة 2011.

## روابط خارجية
- إيزابيلا هولاند على موقع رابطة محترفات التنس (الإنجليزية)
- إيزابيلا هولاند على موقع الاتحاد الدولي لكرة المضرب (الإنجليزية)
- إيزابيلا هولاند على موقع اتحاد التنس الأسترالي (الإنجليزية)
- إيزابيلا هولاند على موقع إي إس بي إن.كوم (الإنجليزية)